# Řecký fotbalový pohár

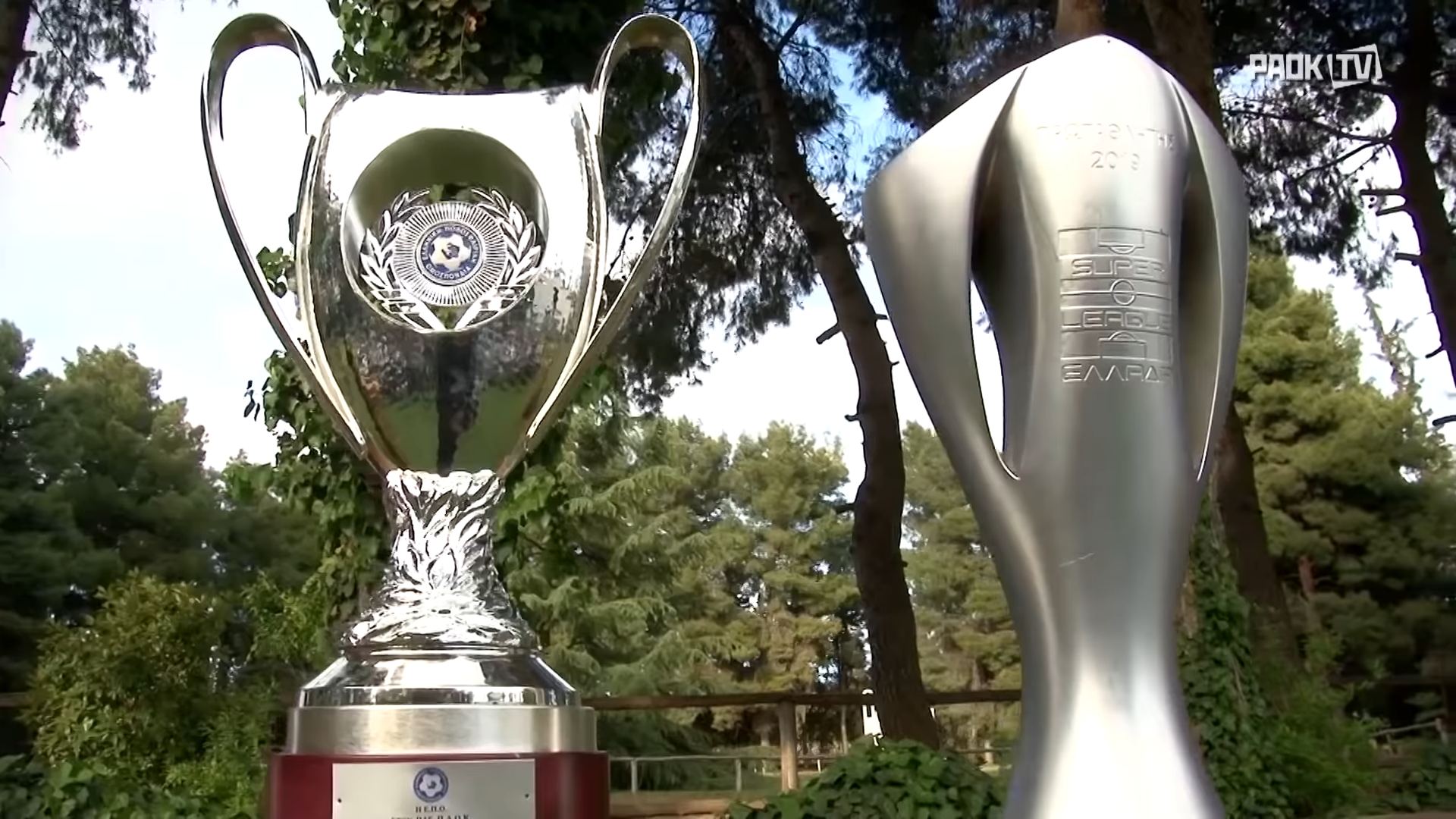
Pohár pro vítěze Řeckého fotbalového poháru 2019 (vlevo)

Řecký fotbalový pohár (řecky Κύπελλο Ελλάδας ποδοσφαίρου) je fotbalová soutěž v Řecku, kterou pořádá Řecká fotbalová federace. Založena byla v roce 1931. Mezi nejúspěšnější kluby patří Olympiakos Pireus (29),  Panathinaikos (20), AEK Atény (16) a PAOK Soluň (8).

Vítěz poháru se kvalifikuje do Evropské ligy UEFA. 